# Juan Manuel Vargas
Juan Manuel Vargas Risco (født 5. oktober 1983 i Lima, Peru) er en peruviansk fodboldspiller, der spiller som kantspiller hos Universitario. Han har tidligere spillet for blandt andet Fiorentina, Genoa og Real Betis.
Vargas har (pr. april 2018) desuden spillet 62 kampe og scoret fire mål for det peruvianske landshold.